# Distribució Wishart complexa
En estadística, la distribució Wishart complexa és una versió complexa de la distribució Wishart. És la distribució de {\displaystyle n} vegades la matriu de covariància hermitiana mostral de {\displaystyle n} variables aleatòries gaussianes independents de mitjana zero. Té suport per {\displaystyle p\times p} Matrius definides positives hermitianes.
La distribució complexa de Wishart és la densitat d'una matriu de covariància de mostra amb valors complexos. Si es fa
{\displaystyle S_{p\times p}=\sum _{i=1}^{n}G_{i}G_{i}^{H}}
on cadascun {\displaystyle G_{i}} és una columna p -vector independent de mostres de mitjana zero gaussianes complexes aleatòries i {\displaystyle (.)^{H}} és una transposició hermitiana (conjugada complexa). Si la covariància de G és {\displaystyle \mathbb {E} [GG^{H}]=M} aleshores
{\displaystyle S\sim n{\mathcal {CW}}(M,n,p)}
on {\displaystyle {\mathcal {CW}}(M,n,p)} és la distribució central complexa de Wishart amb n graus de llibertat i valor mitjà, o matriu d'escala, M.
{\displaystyle f_{S}(\mathbf {S} )={\frac {\left|\mathbf {S} \right|^{n-p}e^{-\operatorname {tr} (\mathbf {M} ^{-1}\mathbf {S} )}}{\left|\mathbf {M} \right|^{n}\cdot {\mathcal {C}}{\widetilde {\Gamma }}_{p}(n)}},\;\;\;n\geq p,\;\;\;\left|\mathbf {M} \right|>0}
on
{\displaystyle {\mathcal {C}}{\widetilde {\Gamma }}_{p}^{}(n)=\pi ^{p(p-1)/2}\prod _{j=1}^{p}\Gamma (n-j+1)}
és la funció gamma multivariant complexa.
Utilitzant la regla de rotació de traça {\displaystyle \operatorname {tr} (ABC)=\operatorname {tr} (CAB)} també aconseguim
{\displaystyle f_{S}(\mathbf {S} )={\frac {\left|\mathbf {S} \right|^{n-p}}{\left|\mathbf {M} \right|^{n}\cdot {\mathcal {C}}{\widetilde {\Gamma }}_{p}(n)}}\exp \left(-\sum _{i=1}^{p}G_{i}^{H}\mathbf {M} ^{-1}G_{i}\right)}
que és bastant proper al complex pdf multivariant de G mateix. Els elements de G tenen convencionalment simetria circular tal que {\displaystyle \mathbb {E} [GG^{T}]=0}.